# San Isidro Ochil
San Isidro Ochil es una localidad del municipio de Homún en el estado de Yucatán, localizado en el sureste de México.

## Toponimia
El nombre (San Isidro Ochil) hace referencia a Isidro Labrador y Ochil proviene del idioma maya.

## Hechos históricos
- En 1930 cambia su nombre de Ochil a San Isidro Ochil.
- En 1970 cambia a San Isidro.
- En 1980 cambia a San Isidro Ochil.

## Importancia histórica
Tuvo su esplendor durante la época del auge henequenero y emitió fichas de hacienda las cuales por su diseño son de interés para los numismáticos. Dichas fichas acreditan la hacienda como propiedad de Ignacio Gómez en 1889.

## Demografía
Según el censo de 2005 realizado por el INEGI, la población de la localidad era de 937 habitantes, de los cuales 485 eran hombres y 452 eran mujeres.
| 137                         | 177 | 198 | 189 | 218 | 239 | 355 | 431 | 467 | 668 | 797 | 838 | 937 |
| (Fuente: INEGI [Consultar]) |     |     |     |     |     |     |     |     |     |     |     |     |

## Galería

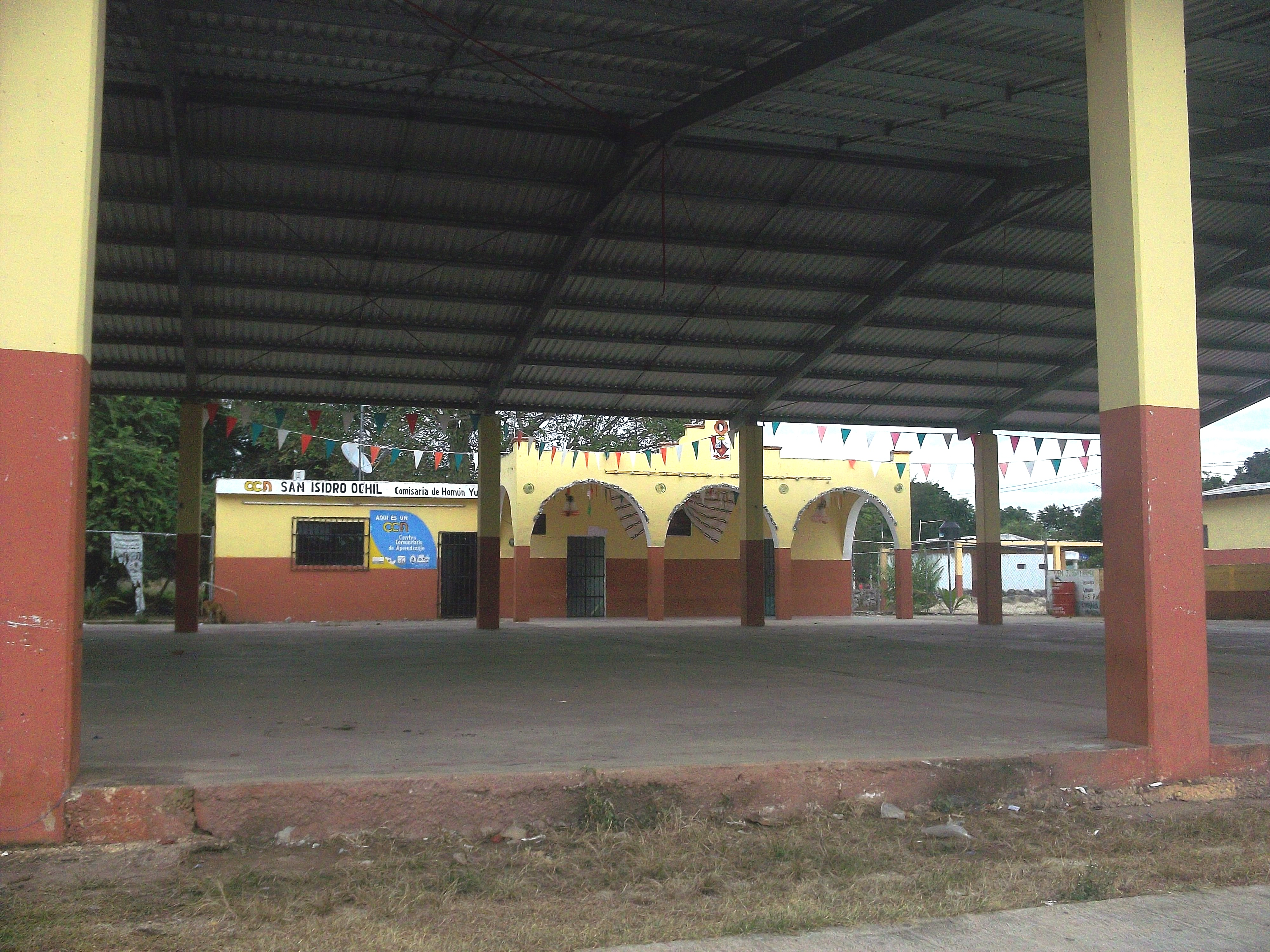
Casa comisarial.
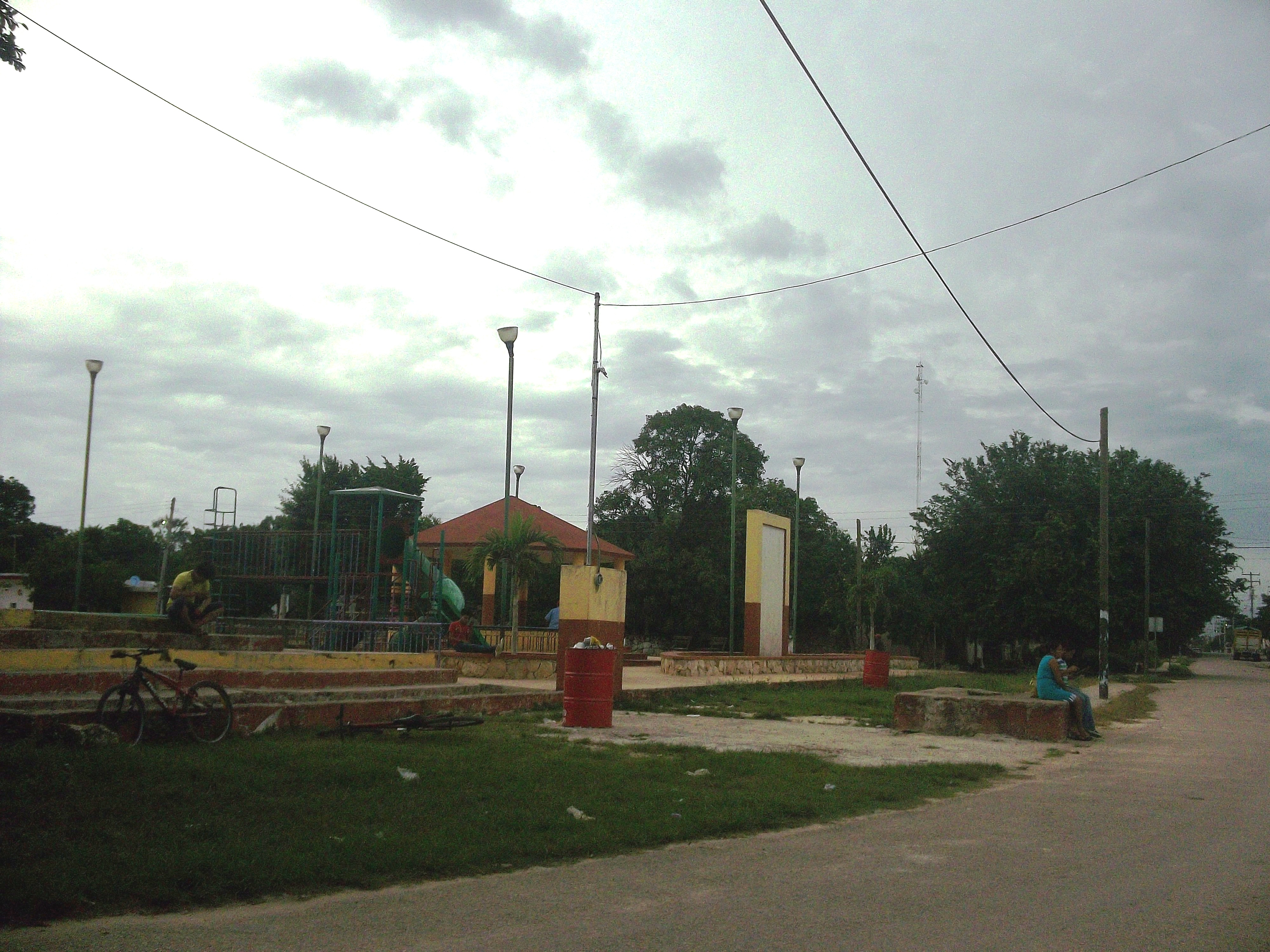
Parque principal.
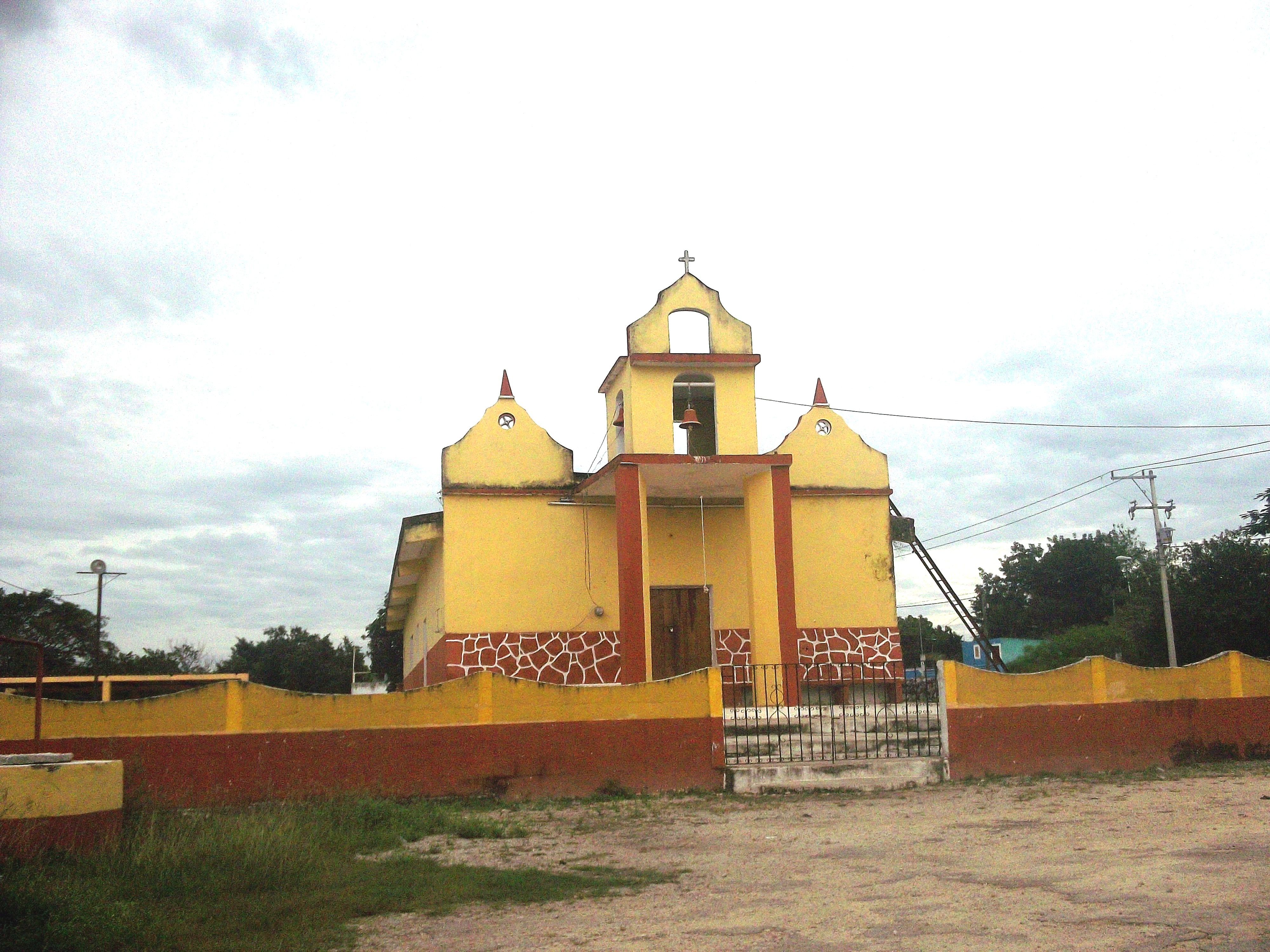
Iglesia.
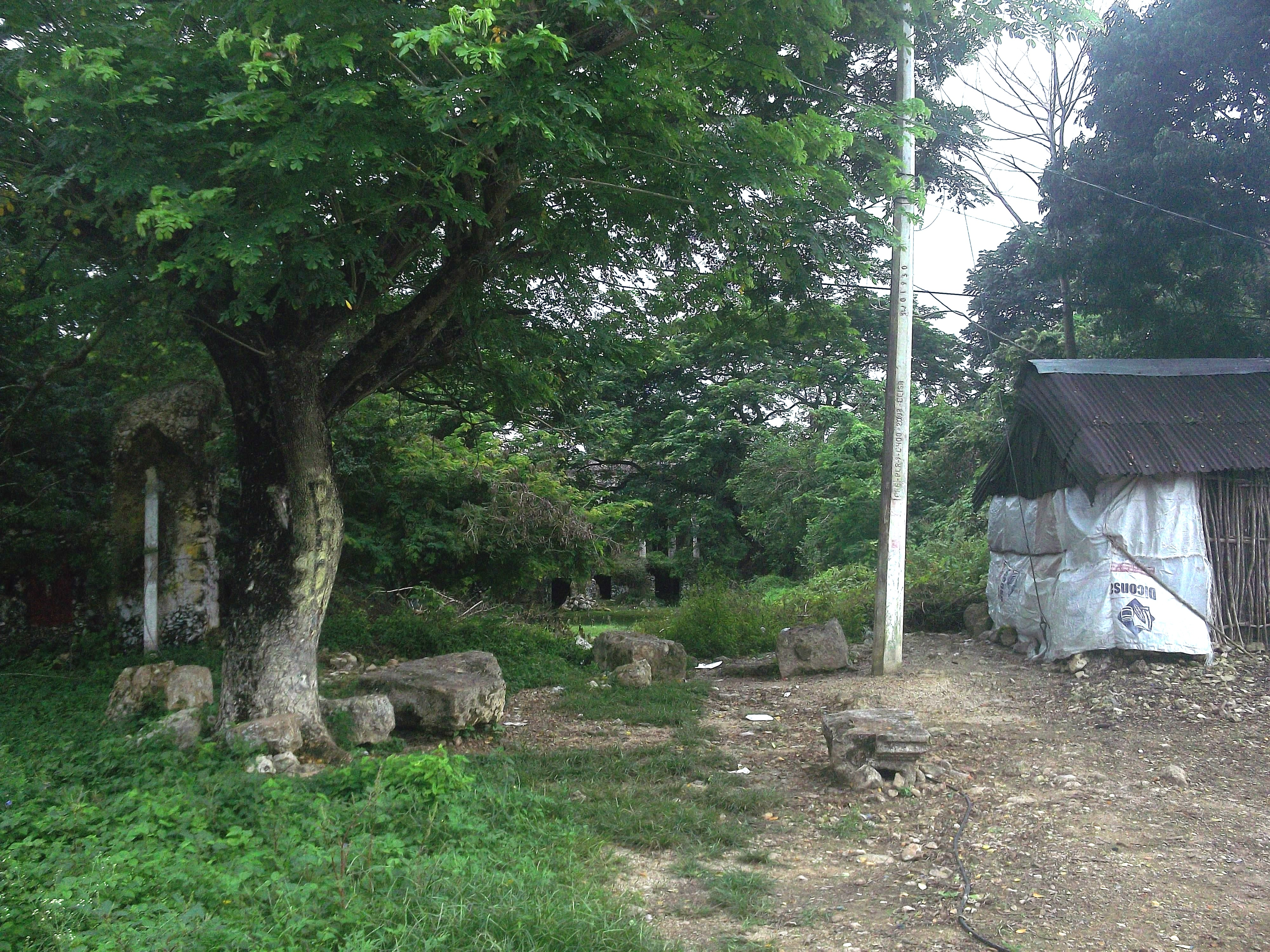
Hacienda.
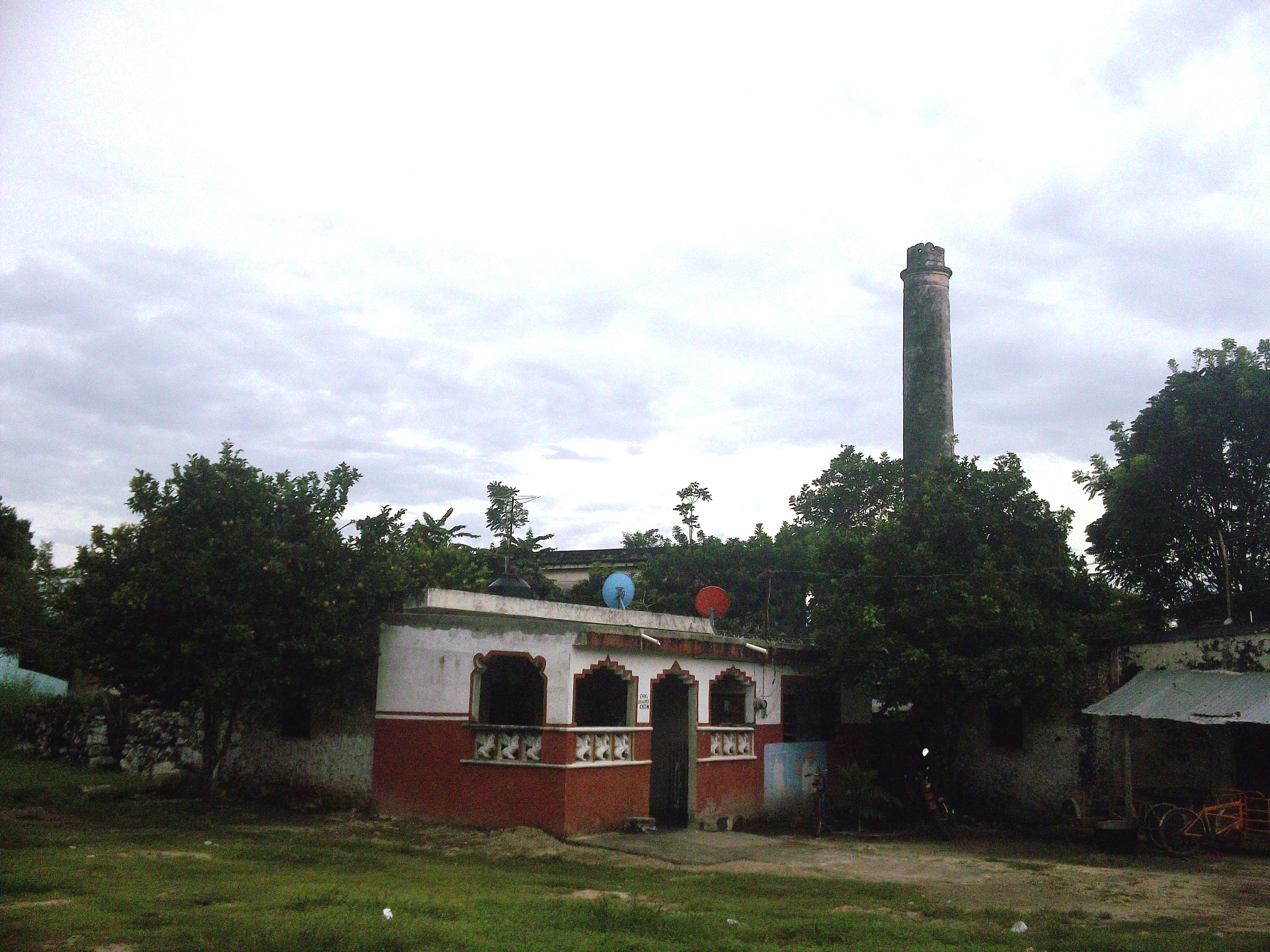
Hacienda.
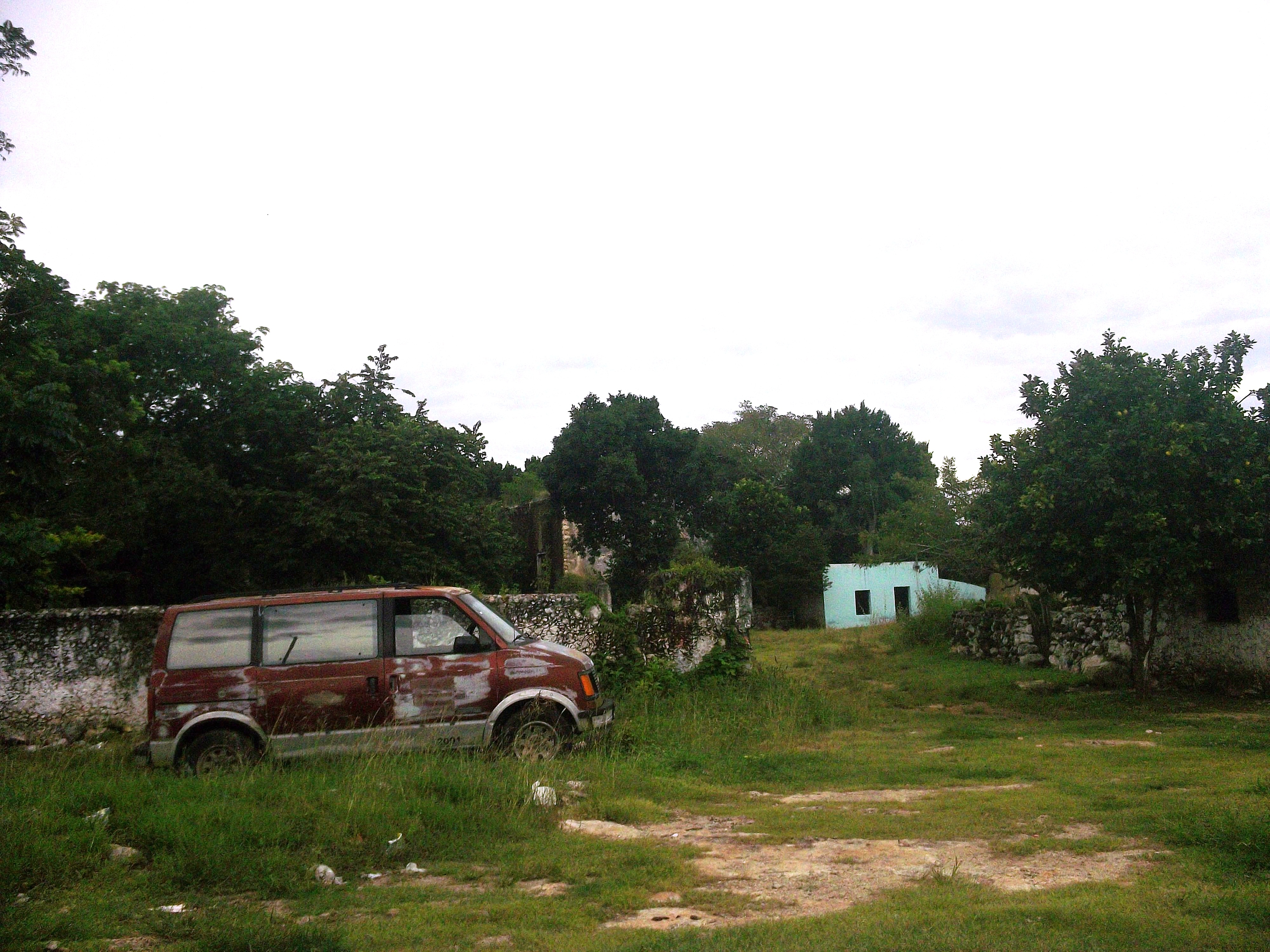
Hacienda.
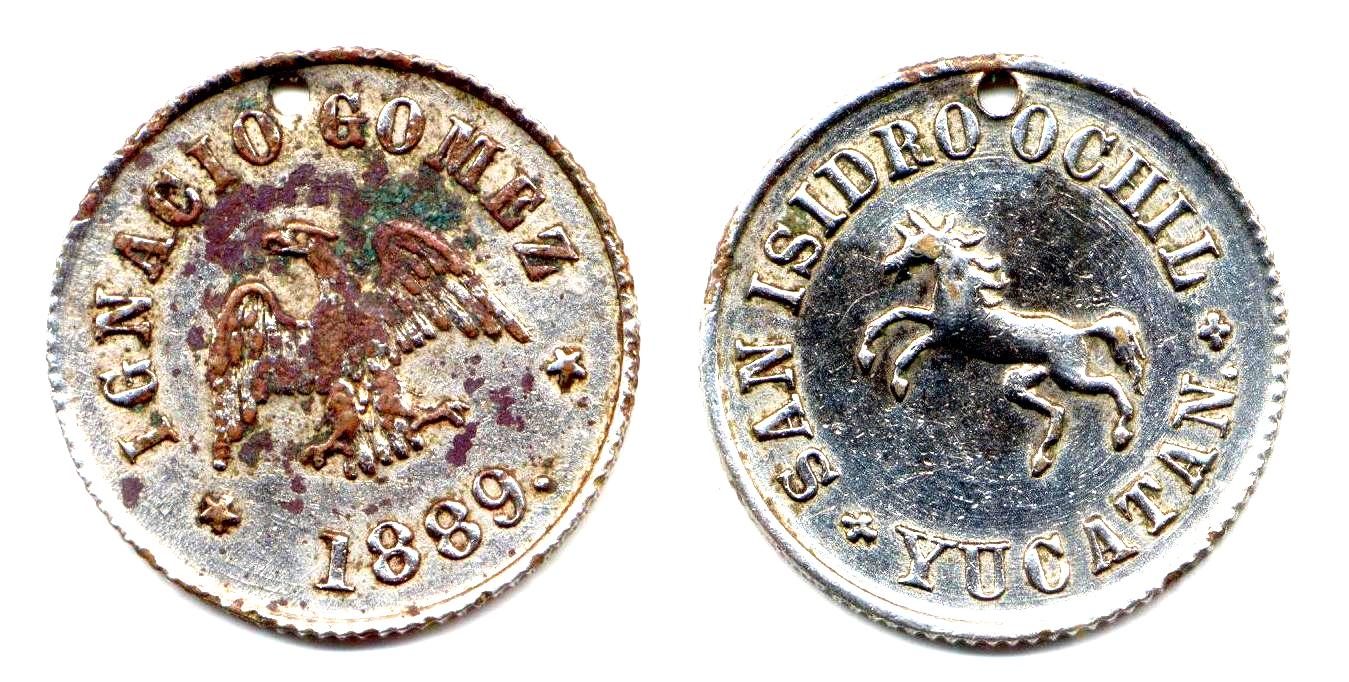
Ficha de hacienda.